# Big Boss (Metal Gear)
Big Boss (jap. ビッグ・ボス, Biggu Bosu) − Naked Snake (ネイキッド・スネーク Neikiddo Sunēku) używa również pseudonimów John Doe (termin oznaczający mężczyznę, którego prawdziwa tożsamość jest nieznana) oraz Jack, a także tytułu ro - fikcyjna postać i jeden z dwóch głównych bohaterów serii gier Metal Gear. Pierwszy raz pojawił się w pierwszej grze z serii, Metal Gear z 1987 roku, a ostatni raz w Metal Gear Solid V: The Phantom Pain z 2015 roku. 
W grze Metal Gear Solid 3: Snake Eater jest jeszcze młodym agentem CIA o kryptonimie Naked Snake, który zabija swoją mentorkę The Boss, wykorzystywanej przez rząd w tajnej misji po której mogła być zapamiętana jedynie jako zbrodniarka wojenna wobec USA i ZSSR. Snake po zabiciu kobiety zostaje odznaczony tytułem Big Boss, sam jednak czuje traumę z powodu zabójstwa tak bliskiej mu osoby, zwłaszcza po dowiedzeniu się o prawdziwych okolicznościach jej "zdrady".
Później  Snake dołącza do organizacji Cipher. Tam wbrew jego woli zostaje sklonowany, czego wynikiem jest powstanie Solid Snake'a, Liquid Snake'a i Solidusa Snake'a. Kiedy Snake się o tym dowiaduje, opuszcza organizację.
Po wydarzeniach z gry Peace Walker, Snake uznaje, że jego mentorka pod koniec walki pozwoliła by Jack ją postrzelił, tym samym pozwoliła na to by o zapomniano o tym kim naprawdę była. Żołnierz postanawia, że nie pozwoli, by ludzie o nim zapomnieli, nawet jeżeli oznaczałoby to zostanie terrorystą.
W Ground Zeroes placówka MSF zostaje zniszczona przez specjalny oddział Cipher, którym dowodzi Skullface. W wyniku eksplozji Big Boss wraz z osłaniającym go medykiem zapadają w śpiączkę. Medyk, przyszły Venom Snake zostaje użyty jako atrapa Big Bossa, przechodzi operacje plastyczne mające upodobnić go do Naked Snake'a, a także wpaja mu się osobowość i wspomnienia Jacka. 
W Metal Gear Solid V: The Phantom Pain po przebudzeniu Venoma, obu Snake'ów ucieka ze szpitala, który jest ostrzeliwany przez oddział Skullface'a. W trakcie ucieczki ich samochód rozbija się, gdy dawny medyk jest nieprzytomny, Naked Snake opuszcza go i wyrusza by zrealizować swój plan stworzenia Zanzibarlandu, militarnej nacji, gdzie żołnierze tacy jak on mogą toczyć wojny bez końca.
W grze Metal Gear Big Boss powraca do Cipher i jako głównodowodzący jednostki specjalnej FOXHOUND wysyła Solid Snake'a z misją zbadania fortecy wroga Outer Heaven i zniszczenia będącego tam mecha nazwanego Metal Gear. Co kończy się śmiercią Venom Snake'a i Big Bossa w opinii publicznej. Przez co Naked Snake opuszcza organizację.
Następnie w Metal Gear 2 uważany za martwego Big Boss, zarządza już państwem Zanzibarland, wykonuje także akcje terrorystyczne i porywa czeskiego wynalazcę nowego paliwa, w świecie kryzysu energetycznego. Solid Snake ponownie mierzy się z Big Bossem i tym razem zabija Naked Snake'a.
W Metal Gear Solid 4: Guns of The Patriots okazuje się, że po wydarzeniach z MG 2 ciało Big Bossa zostało przechwycone przez Cipher przetransformowanego w Patriotów i było wykorzystywane jako klucz dostępu do systemu SI, który po otruciu Zero (twórcy Cipher) przejął kontrolę nad Patriotami. Ciało Snake'a udaje się odnaleźć EVIE i Revolver Ocelototowi, jego dawnym towarzyszom z misji Snake Eater, jego tkanki zostają później odbudowane z wykorzystaniem ciała jego martwego klona Solidusa. Gdy Big Boss po raz kolejny spotyka się z Solid Snake mówi, że tak naprawdę był w błędzie od tej chwili gdy zabił The Boss. Zrozumiał, że jego mentorka nie chciała, by zmieniać świat, tylko zostawić taki jaki jest dla przyszłych pokoleń. Następnie umiera pogodzony ze swoim genetycznym synem.